# Eugène Barbedette
Pour les articles homonymes, voir Barbedette.
Eugène Barbedette, né le 4 novembre 1858 et mort le 2 mai 1927, est l'un des voyants de l'apparition mariale qui serait survenue à Pontmain (Mayenne) le 17 janvier 1871 lors de la guerre franco-prussienne.
Il est un des témoins reconnus par l'Église lors de la reconnaissance officielle de l'apparition mariale en 1872. Il entre dans les ordres, et devient curé de Châtillon-sur-Colmont où il décède et où il est inhumé.

## Biographie

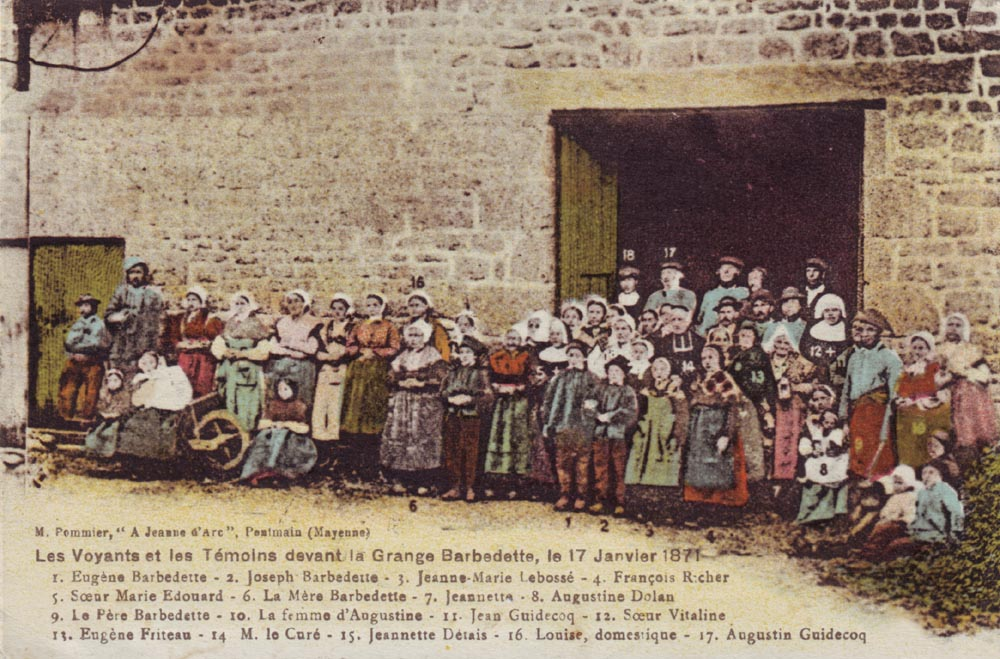
Témoins et voyants devant la grange Barbedette - 1871

Eugène Barbedette, né le 4 novembre 1858 .

### L'apparition

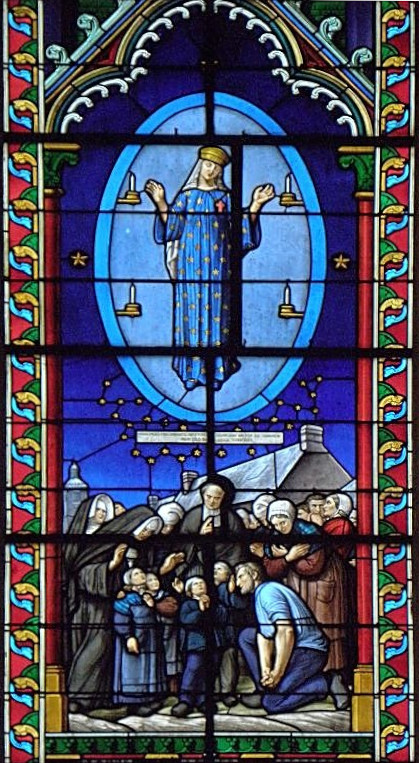
Les voyants et la foule lors de l'apparition.

Le 17 janvier 1871, alors qu'il aide son père à préparer la nourriture pour le bétail dans la grange familiale, Eugène Barbedette (douze ans) aperçoit une « Belle Dame » vêtue d'une robe couverte d'étoiles et d'un voile noir flottant au-dessus de la maison d'en face. Il appelle son père qui vient, mais ne voit rien. Sa mère non plus. Son frère cadet Joseph intervient à son tour et parvient à voir la Vierge Marie. Le curé, l'abbé Michel Guérin, et les habitants du village, informés de ce qui est en train de se produire, se réunissent autour des deux frères et se mettent à prier. Aucun d'eux ne voit la Vierge à l'exception des garçons et de deux fillettes du voisinage, Françoise Richer et Jeanne-Marie Lebossé, arrivées un peu plus tard. L'apparition dure trois heures. Eugène et Joseph en donnent une description détaillée, transmettant tout ce qu'ils perçoivent au prêtre de Pontmain qui se tient à leurs côtés. Dans les jours qui suivent, la nouvelle de l'apparition se répand rapidement. Le soudain recul des troupes prussiennes, alors aux portes de Laval, est perçu comme un miracle. Le 26 janvier 1871, l'armistice est signé. Le 2 février, Mgr Wicart, évêque de Laval, après avoir interrogé Eugène, son frère Joseph et les deux autres voyantes, reconnaît l'authenticité de l'apparition et approuve le culte de la Vierge à Pontmain,.

### Carrière ecclésiastique
À la suite de l'apparition, Eugène décide de suivre une carrière religieuse. Il est ordonné prêtre en 1883 et exerce dans plusieurs paroisses du diocèse de Laval dont Peuton  et Châtillon-sur-Colmont. Ses confrères le décrivent comme un homme « droit, zélé, fervent et intransigeant ». Françoise Richer, qui avait également été directement témoin de l'apparition, devient sa gouvernante vers 1900 après avoir été institutrice et meurt en 1915. Eugène Barbedette termine son existence le 2 mai 1927. Il est inhumé au cimetière de Châtillon-sur-Colmont ainsi que Françoise Richer.